# منتخب كرواتيا لكأس فيد
منتخب كرواتيا لكأس فيد هو ممثل كرواتيا الرسمي في كرة المضرب في كأس فيد. تأسس في 1992.